# Église Saint-Julien-de-Brioude de Cassagnes
L'église Saint-Julien-de-Brioude de Cassagnes est une église catholique située à Cassagnes, dans le département du Lot, en France. 

## Historique
L'église a été construite au XIIe siècle. Elle était consacrée à l'origine à Notre-Dame de l'Assomption.
Au XIVe siècle a été percé un portail gothique sur la façade occidentale.
L'église est transformée au XIXe siècle. L'abside est surélevée pour buter un nouveau clocher. La nef est couverte d'une voûte en berceau. L'église est alors consacrée à saint Julien de Brioude.
L'édifice est inscrit au titre des monuments historiques le 25 mars 1925, pour son portail.
Plusieurs objets sont référencer dans la base Palissy.

## Description
L'église est à nef unique haute et étroite et d’un chœur formé d’une abside semi-circulaire en cul-de-four, précédée d’une travée droite.
Le portail présente trois rouleaux avec des moulures et décors de rosaces et de billettes, et des colonnettes monolithes avec chapiteaux sculptés.  

## Vitraux
Des vitraux ont été réalisés par l'atelier du maître-verrier Louis-Victor Gesta de Toulouse.